# Mistrzostwa Europy w Łyżwiarstwie Szybkim w Wieloboju 1905
15. mistrzostwa Europy w łyżwiarstwie szybkim w wieloboju odbyły się w dniach 4–5 lutego 1905 roku w Sztokholmie (Szwecja). W zawodach brali udział tylko mężczyźni. Zawodnicy startowali na czterech dystansach: 500 m, 1500 m, 5000 m i 10000 m. Mistrzem Europy został reprezentant Imperium Rosyjskiego Johan Vikander. Miejsca zawodników są nieoficjalne.

## Uczestnicy
W zawodach wzięło udział 23 łyżwiarzy z 5 krajów. Sklasyfikowanych zostało 11.
| Państwa biorące udział w mistrzostwach | Państwa biorące udział w mistrzostwach | Państwa biorące udział w mistrzostwach | Państwa biorące udział w mistrzostwach | Państwa biorące udział w mistrzostwach |
| -------------------------------------- | -------------------------------------- | -------------------------------------- | -------------------------------------- | -------------------------------------- |
| Austro-Węgry                           | Cesarstwo Niemieckie                   | Dania                                  | Imperium Rosyjskie                     | Szwecja                                |

## Wyniki
- DNS – nie wystartował, DNF – nie ukończył, f – wywrócił się

| Pozycja | Zawodnik          | Kraj                 | 500 m      | 5000 m        | 1500 m       | 10000 m       |
| ------- | ----------------- | -------------------- | ---------- | ------------- | ------------ | ------------- |
| 01 !    | Johan Vikander    | Imperium Rosyjskie   | 49.8 (1.)  | 9:48.4 (3.)   | 2:45.0 (1.)  | 20:19.8 (2.)  |
| (2.)    | Gustav Ylander    | Imperium Rosyjskie   | 50.2 (4.)  | 9:52.4 (5.)   | 2:46.8 (3.)  | 20:13.2 (1.)  |
| (3.)    | Franz Wathén      | Imperium Rosyjskie   | 51.0 (5.)  | 9:44.0 (1.)   | 2:50.8 (4.)  | 20:25.4 (3.)  |
| (4.)    | Moje Öholm        | Szwecja              | 51.6 (6.)  | 9:48.8 (4.)   | 2:52.6 (7.)  | 20:26.2 (4.)  |
| (5.)    | Birger Carlsson   | Szwecja              | 52.4 (7.)  | 9:47.8 (2.)   | 2:52.2 (5.)  | 20:30.0 (5.)  |
| (6.)    | Olof Hofstedt     | Szwecja              | 54.8 (11.) | 9:55.6 (6.)   | 2:54.4 (8.)  | 20:36.4 (6.)  |
| (7.)    | Jean Pettersson   | Szwecja              | 56.8 (14.) | 10:16.0 (9.)  | 2:54.4 (8.)  | 21:05.2 (11.) |
| (8.)    | Erik Thour        | Szwecja              | 56.0 (13.) | 10:21.0 (11.) | 3:00.8 (13.) | 21:01.0f (8.) |
| (9.)    | Ejnar Sørensen    | Dania                | 57.4 (16.) | 10:30.2 (14.) | 3:00.2 (12.) | 21:05.0 (10.) |
| (10.)   | Gotthard Thourén  | Szwecja              | 58.8 (17.) | 10:28.8 (12.) | 3:03.4 (15.) | 21:04.0 (9.)  |
| (11.)   | Nils Willnow      | Szwecja              | 56.8 (14.) | 10:43.4 (17.) | 3:08.0 (17.) | 22:06.0 (12.) |
| DNF     | Arvid Åberg       | Szwecja              | 54.6 (10.) | 10:17.4 (10.) | 2:54.6 (10.) | DNF           |
| DNS     | Herman Söderbäck  | Szwecja              | 50.0 (2.)  | 10:12.2 (8.)  | 2:46.4 (2.)  | 99:59.9 !     |
| DNS     | Anton Ryberg      | Szwecja              | 52.8 (8.)  | 10:46.0 (18.) | 2:56.8 (11.) | 99:59.9 !     |
| DNS     | David Eriksson    | Szwecja              | 54.2 (9.)  | 10:29.0 (13.) | 3:02.4 (14.) | 99:59.9 !     |
| DNS     | Erik Kullman      | Szwecja              | 55.2 (12.) | 10:33.8 (15.) | 3:06.2 (16.) | 99:59.9 !     |
| DNF     | Miltiades Manno   | Austro-Węgry         | 50.0 (2.)  | DNF           | 2:52.4 (6.)  | 99:59.9 !     |
| DNS     | Richard Andersson | Szwecja              | 59.2 (18.) | DNS           | 9:59.9 !     | 99:59.9 !     |
| DNF     | Carl Carlsson     | Szwecja              | DNF        | 10:05.2 (7.)  | 9:59.9 !     | 20:39.8 (7.)  |
| DNF     | Göstä Asp         | Szwecja              | DNF        | 99:59.9 !     | 9:59.9 !     | 99:59.9 !     |
| DNF     | Arnold Protzen    | Cesarstwo Niemieckie | DNF        | 99:59.9 !     | 9:59.9 !     | 99:59.9 !     |
| DNS     | Henrik Morén      | Szwecja              | DNS        | 10:39.0 (16.) | DNF          | 22:19.0 (13.) |
| DNS     | Osvald Låstbom    | Szwecja              | DNS        | 99:59.9 !     | 3:08.4 (18.) | 22:26.0 (14.) |